# 黄泥乡 (蓬溪县)
黄泥乡，是中华人民共和国四川省遂宁市蓬溪县曾经下辖的一个乡。2019年9月，撤销黄泥乡，将其所属行政区域划归任隆镇管辖。

## 行政区划
黄泥乡撤销前下辖以下地区：
禹王宫社区、高岩村、双龙村、荣福村、丛坎村、杨家沟村、七宝村、法仙村、桂花村、思源村、民力村、依姑村、远景村和木桐村。